# Hamilcara
Hamilcara este un gen de insecte lepidoptere din familia Cossidae.

Cladograma conform Catalogue of Life:
| Hamilcara | \| \| Hamilcara atra \| \| \| \| \| \| Hamilcara gilensis \| \| \| \| |
|           | \| \| Hamilcara atra \| \| \| \| \| \| Hamilcara gilensis \| \| \| \| |
|           | Hamilcara atra                                                        |
|           |                                                                       |
|           | Hamilcara gilensis                                                    |
|           |                                                                       |